# Nitzan Asas
Nitzan Asas (hebräisch ניצן אסאס; * 23. August 2000) ist eine israelische Leichtathletin, die sich auf den Sprint spezialisiert hat.

## Sportliche Laufbahn
Erste internationale Erfahrungen sammelte Nitzan Asas im Jahr 2022, als sie bei den Balkan-Meisterschaften in Craiova in 45,20 s die Bronzemedaille mit der israelischen 4-mal-100-Meter-Staffel hinter den Teams aus Griechenland und Österreich gewann. 
2022 wurde Asas israelische Meisterin im 400-Meter-Lauf.

## Persönliche Bestleistungen
- 200 Meter: 24,83 s (+1,4 m/s), 27. Juni 2022 in Jerusalem
- 400 Meter: 55,70 s, 30. Juli 2022 in Lier